# هشام الدباغ
هشام الدباغ إعلامي أردني، 
ولد في مدينة يافا، فلسطين عام 1938. حاصل على درجة الدكتوراة في الفلسفة الإسلامية من جامعة البنجاب في باكستان وعلى درجة ماجستير الفلسفة الإسلامية من نفس الجامعة. كما أنه حاصل على درجة الماجستير في التاريخ من جامعة القديس يوسف في بيروت.
وأعدّ وقدم برنامج مجلة التلفزيون، وشغل منصب رئيس البرامج الثقافية في التلفزيون الأردني. وهو الآن عضو مؤسس في اتحاد الكتاب والأدباء العرب.
تعاون مع مجمع اللغة العربية في إعداد وتقديم برامج (لغة العرب)، وله برنامج تلفزيوني يقدم في جميع المحطات الفضائية العربية بعنوان (أحداث القرن العشرين) وآخر بعنوان (العالم من حولنا). كما فاز بجائزة أفضل قارئ ومقدم برامج تلفزيونية في العالم العربي. تمتاز برامجه الإذاعية والتلفزيونية بطابعها الثقافي، فهشام الدباغ مُحاور بارع جداً وثقافته موسوعية ومتعددة التنوع في السياسة والفلسفة والنقد السينمائي والإعلام والحضارة الإسلامية وفلسفة التصوف. وقد استضاف في برامجه بعض الرؤساء والملوك وكبار المفكرين والفنانين في العالم العربي.